# Voyage autour du monde, entrepris par ordre du roi, . . . éxécuté sur les corvettes de S. M. l'Uranie et la Physicienne
Voyage autour du monde, entrepris par ordre du roi, . . . éxécuté sur les corvettes de S. M. l'Uranie et la Physicienne, (abreviado Voy. Uranie, Bot.) es un libro ilustrado con descripciones botánicas que fue escrito por el botánico francés, Charles Gaudichaud-Beaupré. Se publicó en doce partes y un atlas en los años 1826-1830 con el nombre de Voyage autour du Monde, entrepris par Ordre du Roi, . . . Execute sur les Corvettes de S.M. l'Uranie et la Physicienne . . . par M. Louis de Freycinet. Botanique . . ..